# فريسنو إل فيخو
فريسنو إل فيخو (بالإسبانية: Fresno el Viejo)‏ هي بلدية تقع في مقاطعة بلد الوليد، قشتالة وليون بإسبانيا. وفقًا لتعداد عام 2017 (المعهد الوطني للإحصائيات)، يبلغ عدد سكان البلدية 927 نسمة.